# Marou Amadou

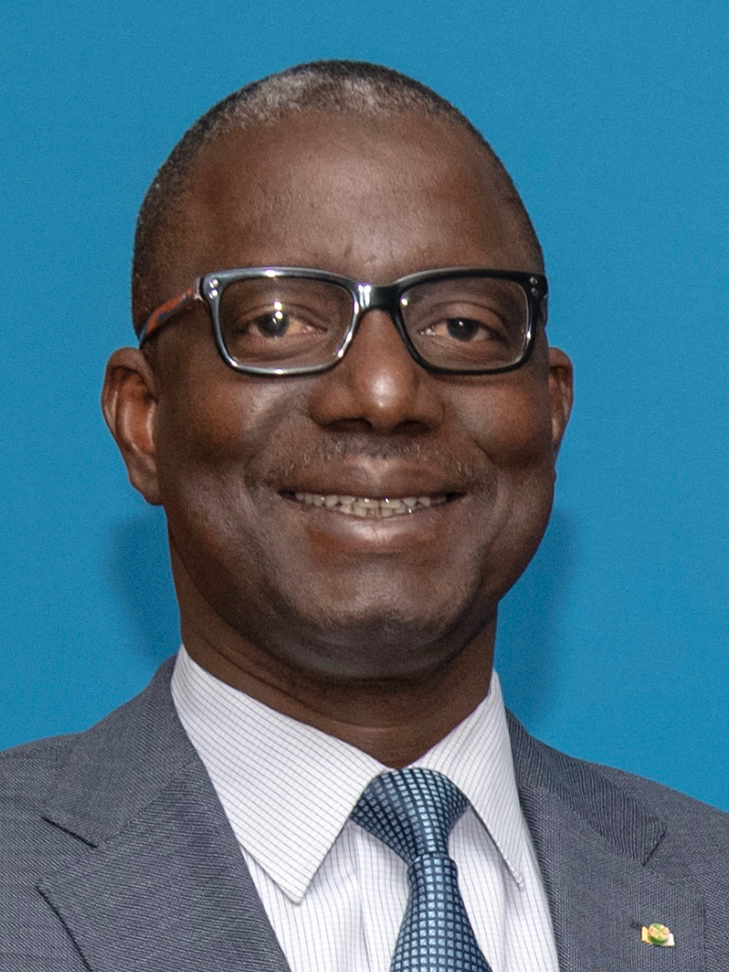
Marou Amadou (2019)

Marou Amadou (* 1. Januar 1972 in Falmey) ist ein nigrischer Jurist, Politiker und Diplomat. Er war von 2011 bis 2021 Justizminister und von 2020 bis 2021 zusätzlich Außenminister seines Landes.

## Leben
Marou Amadou wurde im zur Gemeinde Falmey gehörenden Dorf Kotaki geboren. Er wurde 1992 Präsident der Untersektion der Nigrischen Schülerunion am Lycée Sarraounia Mangou in Dosso. Von 1996 bis 1999 war er als Generalsekretär der Schülerunion tätig. Amadou studierte Rechtswissenschaften, wurde 2000 Lizenziat in Wirtschaftsrecht an der Université d’Abomey Calavi in Benin und 2001 Master in Privatrecht an der Abdou-Moumouni-Universität in Niamey. Er engagierte sich in zahlreichen Organisationen der Zivilgesellschaft. Im Jahr 2000 gründete er den Comité de réflexion et d’orientation indépendant pour la sauvegarde des acquis démocratiques (CROISADE), dem er als Präsident vorstand. Danach wurde er Generalsekretär des Collectif des organisations de défense des droits de l’Homme et de la démocratie (CODDHD), als dessen stellvertretender Koordinator er ab 2008 tätig war. Ab 2001 arbeitete Amadou als Sekretär für Menschenrechte und grundlegende Freiheiten in der Coordination démocratique de la société civile nigérienne (CDSCN). 2005 gründete er die Coalition equité/qualité contre la vie chère, bei der er als Verwaltungssekretär tätig war. 2006 wurde er stellvertretender Koordinator des Comité d’appui aux services d’assiette et de recouvrement des taxes et impôts fonciers (CASARIF), Präsident der nigrischen Landessektion von Publish What You Pay sowie der für Ausbildung und Kommunikation zuständige Sekretär des Réseau des organisations pour la transparence et l’analyse budgétaire (ROTAB). Amadou wurde erstmals 2002 und erneut 2005 verhaftet und vorübergehend inhaftiert.
Der nigrische Staatspräsident Mamadou Tandja, der 1999 und 2004 gewählt worden war, strebte 2008/2009 nach einer in der Verfassung nicht vorgesehenen dritten Amtszeit und schaltete zu diesem Zweck die Nationalversammlung und den Verfassungsgerichtshof aus. Marou Amadou engagierte sich im Widerstand der Zivilgesellschaft gegen Tandja: als Gründer und Präsident des Front uni pour la sauvegarde des acquis démocratique (FUSAD), Sprecher des Front pour la défense de la démocratie (FDD) und Leitungsmitglied der Coordination des forces pour la démocratie et la république (CFDR). Im August 2009 wurde er wegen Angriffs gegen die Staatssicherheit verhaftet, ins Hochsicherheitsgefängnis Koutoukalé in Karma gebracht und nach über einem Monat auf Kaution entlassen. Nach dem Sturz Tandjas durch hohe Militärs am 18. Februar 2010 wurde Marou Amadou am 7. April 2010 Präsident des Nationalen Konsultativrats, des Übergangsparlaments. Dieses Amt hatte er bis 7. April 2011 inne. Sein Nachfolger als Parlamentspräsident wurde der frühere Premierminister Hama Amadou.
Marou Amadou wurde am 21. April 2011 in der Regierung von Staatspräsident Mahamadou Issoufou unter Premierminister Brigi Rafini Justizminister und Regierungssprecher. Die Funktion als Regierungssprecher gab er am 11. April 2016 ab. Am 4. Dezember 2020 übernahm er interimsmäßig zusätzlich das Amt des Ministers für auswärtige Angelegenheiten, Kooperation, afrikanische Integration und Auslandsnigrer. In der von Staatspräsident Mohamed Bazoum am 7. April 2021 ernannten Regierung war Sadissou nicht mehr vertreten. Sein Nachfolger als Justizminister wurde Boubakar Hassan. Im Amt des Außenministers folgte ihm Hassoumi Massoudou nach.
Am 2. Dezember 2021 wurde Marou Amadou zum Botschafter Nigers in Äthiopien sowie zum Ständigen Vertreter Nigers bei der Afrikanischen Union und bei der Wirtschaftskommission für Afrika ernannt. Er trat sein neues Amt jedoch nicht an: Noch bevor er sein Beglaubigungsschreiben überreichen konnte, wurde am 17. März 2022 statt ihm Hassane Maï Dawa Amadou mit dem Botschafterposten betraut.

## Ehrungen
- Ritter der Ehrenlegion (2010)
- Großoffizier des Nationalordens Nigers (2011)[1]